# Tatort: Die Kunst des Krieges
Tatort: Die Kunst des Krieges (pol. Miejsce zbrodni: Sztuka wojenna) – austriacki film telewizyjny gatunku kryminalnego, dalszy ciąg historii przedstawionej w serialu telewizyjnym Tatort. Premiera filmu miała miejsce dnia 4 września 2016 roku w kanałach Das Erste i ÖRF.

## Obsada
- Harald Krassnitzer jako Moritz Eisner
- Adele Neuhauser jako Bibi Fellner
- Puti Kaisar-Mihara jako Mina Sandra Nomura Azja
- Nancy Mensah-Offei jako Afrykanka